# 长柄马先蒿
长柄马先蒿（学名：Pedicularis longipetiolata）是列当科马先蒿属的植物，为中国的特有植物。分布在中国大陆的云南、四川等地，生长于海拔2,900米至3,600米的地区，一般生于沼泽性草甸中，目前尚未由人工引种栽培。